# باري هودجز
باري هودجز (بالإنجليزية: Barry Hodges)‏ هو لاعب كرة قدم أسترالية أسترالي، ولد في 20 يناير 1950.

## وصلات خارجية
- باري هودجز على موقع AustralianFootball.com (الإنجليزية)
- باري هودجز على موقع AFLtables.com (الإنجليزية)